# Циганка (Люблінське воєводство)
Циганка (пол. Cyganka) — село в Польщі, у гміні Мілеюв Ленчинського повіту Люблінського воєводства.
Населення — 147 осіб (2011).

## Демографія
Демографічна структура станом на 31 березня 2011 року:
|          | Загалом | Допрацездатний вік | Працездатний вік | Постпрацездатний вік |
| -------- | ------- | ------------------ | ---------------- | -------------------- |
| Чоловіки | 62      | 7                  | 50               | 5                    |
| Жінки    | 85      | 17                 | 38               | 30                   |
| Разом    | 147     | 24                 | 88               | 35                   |